# Sigmar von Holleneck

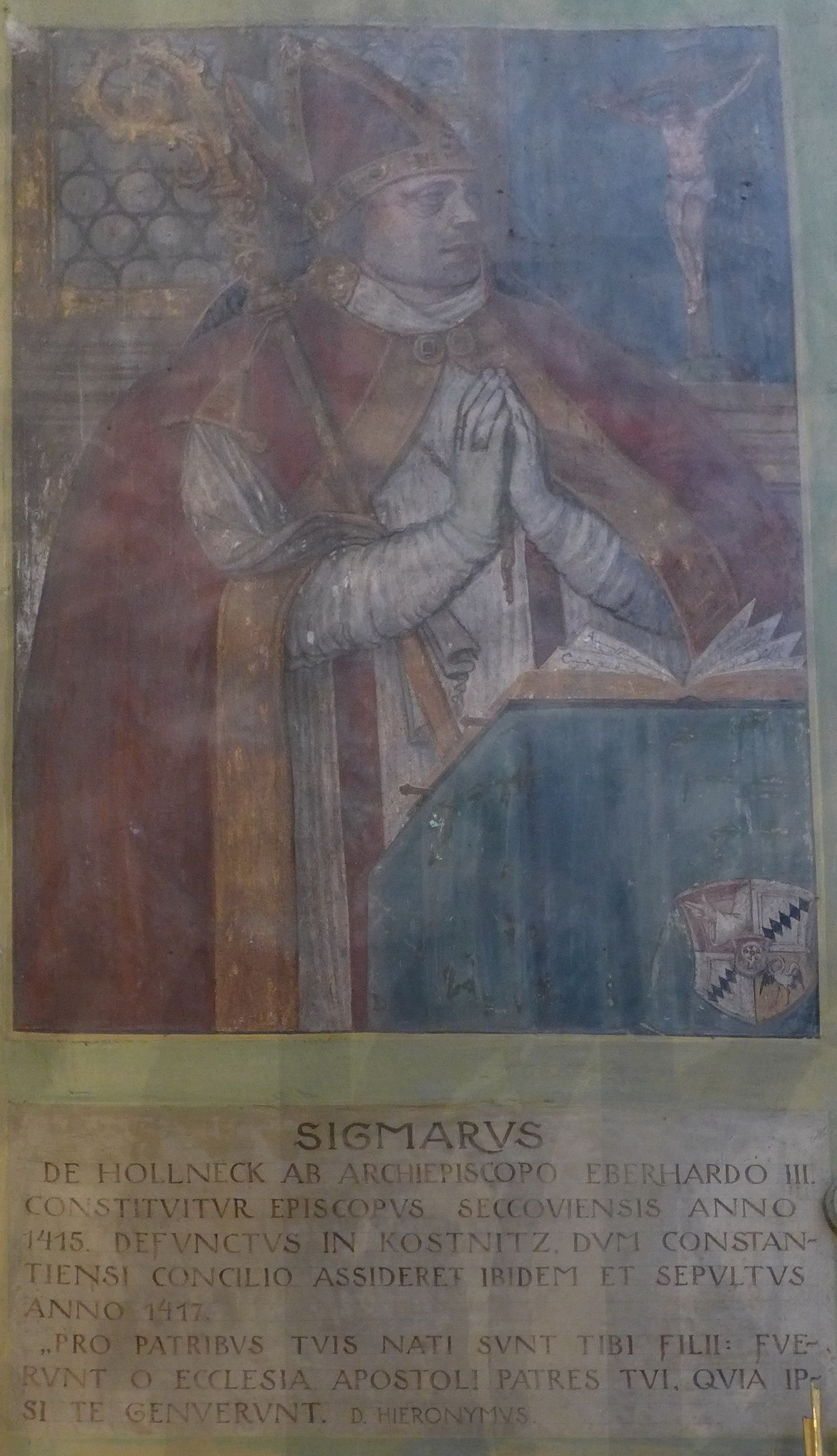
Halbfigurenportrait Bischof Sigmar von Holleneck, Basilika Seckau, Bischofskapelle (Darstellung um 1595)

Sigmar von Holleneck († 15. Juni 1417 in Konstanz) war Bischof von Seckau.
Sigmar von Holleneck entstammte einer Ministerialenfamilie mit Stammsitz in Holleneck in der Weststeiermark.
Am 18. September 1414 wurde er durch den Salzburger Erzbischof Eberhard III. von Neuhaus zum Bischof von Seckau ernannt und am 28. April 1415 geweiht. Im selben Jahr wurde er Kaplan des österreichischen Herzogs Ernst. Als Begleiter des Erzbischofs nahm er am Konstanzer Konzil teil.
Bischof Sigmar starb am 15. Juni 1417 in Konstanz, seine Grabstätte ist nicht überliefert.